# 梁操
梁操（?—?），表字孟德，安定郡乌氏县（今甘肃省泾川县东北）人，北周、隋朝大臣。梁士彦长子。
梁操年轻时出继伯父，在北周、隋朝官至上开府、义乡县公、长宁王（杨俨）府骠骑，早早去世。躲过了开皇六年（586年）梁士彦谋反被杀。二弟梁剛因为劝谏父亲获免，其他的弟弟梁叔谐、梁志远、梁务都在梁士彦的案件被诛杀。